# Grewia humilis
Grewia humilis är en malvaväxtart som beskrevs av Nathaniel Wallich och George Don jr. Grewia humilis ingår i släktet Grewia och familjen malvaväxter. Inga underarter finns listade i Catalogue of Life.